# José Enrique Fernández de Moya
José Enrique Fernández de Moya Romero (Jaén, 17 de abril de 1969) es un político español. Fue Secretario de Estado de Hacienda y por lo tanto, Presidente de la Agencia Tributaria ex officio de 2016 a junio de 2018. Ha sido también Alcalde de Jaén y diputado en el Congreso.

## Biografía
Fernández de Moya es profesor titular de Derecho financiero del Área de Derecho Financiero y Tributario del Departamento de Derecho Civil, Derecho Financiero y Tributario de la Universidad de Jaén.
Está casado y es padre de un hijo nacido mediante la técnica de fecundación in vitro.

### Carrera política
Se afilió al Partido Popular en 1991, siendo Presidente provincial de Nuevas Generaciones entre 1994 y 1995. Entre 1996 y 2000 fue Secretario General y desde ese año Presidente del  Partido Popular de Jaén. Entre 2002 y 2015 fue Vicesecretario General del Partido Popular Andaluz, en el área de Estudios y Programas. Ha sido diputado en las VII y VIII legislaturas del Parlamento de Andalucía. Entre 2011 y 2015 fue senador electo por la provincia de Jaén tras conseguir su acta en las elecciones generales de ese año. 
En 2017 dejó su cargo como presidente provincial del PP de Jaén, dando su apoyo al candidato Juan Diego Requena Ruíz, el cual obtuvo la victoria en unas sospechosas primarias donde tanto Fernández de Moya como el entonces Coordinador General del PP de Jaén, Miguel Contreras, cometieron ciertas irregularidades para evitar la victoria del candidato favorito por los militantes del Partido Popular de Jaén, Miguel Moreno Lorente, alcalde de Porcuna. 

#### Alcalde de Jaén
En las elecciones municipales de 2011 encabezó la lista del  Partido Popular al ayuntamiento de Jaén que obtuvo mayoría absoluta, tomando posesión el 11 de junio. En 2015, revalidó su cargo en las elecciones municipales, aunque sin mayoría absoluta. En noviembre de ese mismo año fue designado cabeza de lista al Congreso de los Diputados por la provincia jiennense en las siguientes elecciones generales de 2015, a raíz de lo cual se informó que dejaría la alcaldía, para dedicarse a las elecciones generales, y sería sustituido por el concejal de Urbanismo y Vivienda, Francisco Javier Márquez Sánchez. El 23 de noviembre de 2015 dejó formalmente de ser alcalde al renunciar a su acta de concejal.

#### Diputado
Tras las elecciones obtuvo su acta de diputado. Fue diputado en la breve legislatura y tras la disolución de las cortes y la repetición de elecciones volvió a conseguir su acta de diputado. Dejó el acta en noviembre de 2016 tras ser nombrado Secretario de Estado de Hacienda.

#### Secretario de Estado
El 11 de noviembre de 2016 fue nombrado por el Ministro de Hacienda y Función Pública Cristóbal Montoro Romero Secretario de Estado de Hacienda, tras lo cual renunció a su acta de diputado y fue sustituido por Javier Calvente Gallego.
En junio de 2018 fue cesado como Secretario de Estado de Hacienda siendo sustituido por Inés Bardón tras la moción de censura.

### Abandono de la política
Tras el triunfo de la moción de censura y su consiguiente cese como Secretario de Estado de Hacienda, abandonó la política activa y regresó a su puesto como profesor en la Universidad de Jaén.